# 約書亞·戈麥斯
約書亞·戈麥斯（Joshua Eli Gomez，1975年11月20日—）是美國的一位演員。他最著名的作品是在超市特工中飾演Morgan Grimes角色。他是演員里克·戈麥斯的弟弟。